# Hilda Katz
Hilda Katz (1909–1997) foi uma artista americana. O seu trabalho está incluído nas colecções do Smithsonian American Art Museum, do Metropolitan Museum of Art e do Brooklyn Museum.